# Hipparchia onosandrus
Hipparchia onosandrus är en fjärilsart som beskrevs av Hans Fruhstorfer 1908. Hipparchia onosandrus ingår i släktet Hipparchia och familjen praktfjärilar. Inga underarter finns listade i Catalogue of Life.